# 糖果手機
糖果手機，或稱SUGAR手機，是一個由中國深圳市天珑移动技术有限公司所成立的手機品牌。2013年，天珑移动與其法國子公司一起以七三比持股分佈的方式成立了深圳糖果通讯科技有限公司，用來生產SUGAR糖果手機，在中國大陸等市場上販賣。自稱為法國品牌。2018年起由陈劲擔任CEO。
過往部分此品牌手機的特色是機身上裝有施华洛世奇的合成立方氧化锆晶體（Swarovski Zirconia）作為裝飾。
2017年，糖果手機在台灣的市佔率達到第12位。